# كاتلين مونتيانو
كاتلين مونتيانو (بالرومانية: Cătălin Munteanu)‏ هو لاعب كرة قدم روماني في مركز الوسط، ولد في 26 يناير 1979 في بوخارست في رومانيا. شارك مع منتخب رومانيا تحت 21 سنة لكرة القدم ومنتخب رومانيا لكرة القدم. أما مع النوادي، فقد لعب مع أتلتيكو مدريد وإسبانيول ودينامو بوخارست وريال مورسيا وستيوا بوخارست ونادي البسيط ونادي براشوف ونادي سالامانكا ونادي فيتورول كونستانتا.

## وصلات خارجية
- كاتلين مونتيانو على موقع الاتحاد الأوربي (الإنجليزية)
- كاتلين مونتيانو على موقع قاعدة بيانات كرة القدم.إي يو (الإنجليزية)
- كاتلين مونتيانو على موقع ناشيونال فوتبول تيمز (الإنجليزية)
- كاتلين مونتيانو على موقع عالم كرة القدم.نت (الإنجليزية)